# Ripple Effect
「Ripple Effect」（リップル エフェクト）は、春奈るなの8枚目のシングル。2016年5月25日にSME Recordsから発売された。

## 概要
「君色シグナル」から約1年4ヶ月ぶり、2016年にリリースされるシングル2作のうち1作目のシングルである。
販売形態は初回生産限定盤、通常盤、期間生産限定盤の3種リリースで、テレビアニメ『ハイスクール・フリート』エンディングテーマである「Ripple Effect」と、「Dynamic Dreamers」、「サイレントカラーズ」のほか、初回生産限定盤と通常盤には「Ripple Effect」のインスツルメント、期間生産限定盤にはテレビサイズバージョンの計4曲が収録されている。
初回生産限定盤には「Ripple Effect」のMusic Video，そのメイキング映像が、期間生産限定盤にはTVアニメ「ハイスクール・フリート」ノンクレジットエンディング映像が収録されている。
「Ripple Effect」はZAQが作詞/作曲/編曲を担当し、「ハイスクール・フリート」の物語の世界観と春奈るな自身のキャラクターをミックスした爽やかなナンバーである。ZAQ自身も「「るなちゃんの内面的な部分や、応援してくれる人たちの背中を推してあげたいという彼女自身の気持ちを汲みながら、楽曲を作った」と語り，海洋学校を舞台にした「ハイスクール・フリート」のイメージに合わせ管楽器を、中でも海兵隊楽団に欠かせないホルンを入れたり、波紋の音を入れたりなどの音的なこだわりも語った。

## 収録曲

### CD（初回生産限定盤、通常版）
1. Ripple Effect [4:03]
作詞・作曲・編曲：ZAQ、ホーンアレンジ：松田彬人
  - テレビアニメ『ハイスクール・フリート』エンディングテーマ
2. Dynamic Dreamers [4:29]
作詞：大塚利恵、作曲：藤永龍太郎、編曲：Saku
3. サイレントカラーズ [4:12]
作詞：春奈るな、作曲：山口寛雄、編曲：Saku
4. Ripple Effect (Instrumental) [4:00]

### CD（期間生産限定盤）
1. Ripple Effect[04:03]
2. Dynamic Dreamers [04:29]
3. サイレントカラーズ [04:12]
4. Ripple Effect (TV Size) [1:30]

### DVD（初回生産限定盤）
1. Ripple Effect (Music Video)
2. The Making of "Ripple Effect"

### DVD（期間生産限定盤）
1. TVアニメ「ハイスクール・フリート」ノンクレジットエンディング映像

## 収録アルバム
| 曲名          | アルバム     | 発売日        |
| ------------- | ------------ | ------------- |
| Ripple Effect | 『LUNARIUM』 | 2016年6月21日 |